# New England Thruway
El New England Thruway es una sección de la Autopista Interestatal del New York State Thruway, operada por el New York State Thruway Authority, conectando la Ciudad de Nueva York con Nueva Inglaterra, específicamente en la parte sur de Connecticut. Esta sección de 15.3-millas (24.6 km) de longitud fue construida en los años 1950 y conecta con Governor John Davis Lodge Turnpike antes conocido como el Connecticut Turnpike.
Robert Moses fue el que dio las ideas para que se construyese en 1940. Su construcción inició en 1951, pero no fue hasta 1956-1957 que empezaron las principales obras. Por 1950, el New York State Thruway Authority asumió el control de la construcción e hizo el New England Thruway como parte del sistema de peajes. En 1956, el New England Thruway se le designó como la I-95.
Su construcción duró hasta 1961.
Los trabajos de mejoras fueron iniciados en los años 1980, y se incluía nuevas mejoras en la carretera, como nuevos puentes y salidas. Siendo la última mejora hecha en 1999.
El extremo sur de esta carretera termina en la Interestatal 95 del Bruckner Expressway en el área de Pelham Bay en el oriente del Bronx. La autopista procede del Bronx hasta el condado de Westchester en las municipalidades de Pelham Manor, Pelham, New Rochelle, Larchmont, Mamaroneck, Harrison, Rye y Port Chester, hasta el extremo norte con Connecticut.
Es también conocida como la sección de Nueva Inglaterra del New York State Thruway (Governor Thomas E. Dewey Thruway).